# Pchelka Island
Pchelka Island (englisch; russisch Остров Пчёлка Ostrow Ptscholka, deutsch ‚Bieneninsel‘) ist eine unregelmäßig geformte und bis zu 69 m hohe Insel vor der Ingrid-Christensen-Küste des ostantarktischen Prinzessin-Elisabeth-Lands. Sie gehört zur Gruppe der Rauer-Inseln und liegt 3,3 km nordöstlich des nordöstlichen Ausläufers von Ranvik Island.
Wissenschaftler einer sowjetischen Antarktisexpedition kartierten und benannten sie 1956. Das Antarctic Names Committee of Australia übertrug diese Benennung 1991 in einer transkribierten Teilübersetzung ins Englische.